# Bottom-tier Character Tomozaki
Bottom-tier Character Tomozaki (яп. 弱キャラ友崎くん Дзяку-кяра Томодзаки-кун, «Низкоуровневый Томодзаки», также известно под названием The Low Tier Character "TOMOZAKI-kun") — ранобэ, написанное Юки Яку и проиллюстрированное Флаем. Издательство Shogakukan к январю 2024 года выпустило под своим импринтом Gagaga Bunko одиннадцать томов основной серии и два сборника рассказов. Адаптация ранобэ в формате манги с иллюстрациями Эйта Тиды публиковалась в журнале Monthly Gangan Joker издательства Square Enix с декабря 2017 по февраль 2021 года. По состоянию на февраль 2021 года манга была издана в шести томах-танкобонах. Студией Project No.9 ранобэ адаптировано в формат аниме-сериала, трансляция которого проходила с января по март 2021 года. Второй сезон аниме-сериала транслировался с января по март 2024 года.

## Персонажи
Фумия Томодзаки (яп. 友崎 文也 Томодзаки Фумия) — главный герой истории, старшеклассник, ставший в своей школе социальным изгоем. В популярной японской онлайн-игре «Атафами» он под игровым ником «Нанаси» возглавляет турнирную таблицу лучших игроков. Так как Томодзаки часто сравнивает свою реальную жизнь с внутриигровой, он считает «Атафами» «божественной игрой», в которой существует идеальный баланс, поскольку равные усилия будут вознаграждены равным результатом; напротив, реальная жизнь, которую Томодзаки называет «отстойной игрой», не обладает руководством по прохождению, имеет заранее определённые при рождении характеристики и необъяснимый дисбаланс. Его взгляды начинают меняться, когда он узнаёт, что его идеальная одноклассница Хинами, которая всё это время занимала второе место в турнирной таблице «Атафами», рассматривает реальную жизнь как игру, в которой можно выиграть, и Томодзаки предлагает Хинами стать его помощницей по прохождению этой игры. У него есть младшая сестра.
Сэйю: Ёсицугу Мацуока (промовидео); Гэн Сато (аниме)
Аой Хинами (яп. 日南 葵 Хинами Аой) — одноклассница Томодзаки, которую считают идеальной девушкой. Она преуспевает во всем, что делает, будь то социальные навыки, учёба или спорт, возглавляет свою группу в классе, превосходит всю школу в оценках и побеждает в соревнованиях по лёгкой атлетике, при этом сохраняет располагающие к себе личные качества. С другой стороны она выполняет ужасающее количество тяжёлой работы и твёрдо верит, что реальные, самоотвержённые усилия помогут добиться успеха во всём. Хинами также является страстной поклонницей «Атафами», в которой она известна под ником «NO NAME», и очень уважает «Нанаси», которого она не смогла превзойти, несмотря на её усилия по анализу его стиля игры и совершенствованию своих защитных приёмов. Позже она стала президентом ученического совета школы.
Сэйю: Харука Томацу (промовидео); Хисако Канэмото (аниме)
Минами Нанами (яп. 七海 みなみ Нанами Минами) — одноклассница Томодзаки, энергичная, озорная и популярная девушка, состоящая вместе с Хинами в школьной секции лёгкой атлетики. Друзья называют её «Мимими», а Тама — «Минми». Сохраняя жизнерадостную манеру поведения, Минами при этом не уверена в себе и своих личных качествах, вследствие чего легко уступает, не желая испортить настроение. Минами настойчиво навязывала свою дружбу замкнутой Кикути, и в конечном итоге они стали подругами. Вопреки обманчивой видимости, она преуспевает как в учёбе, так и в спорте, но не может обойти Хинами, которая постоянно занимает первые места. Минами баллотировалась против Хинами на выборах в ученический совет, но проиграла.
Сэйю: Икуми Хасэгава
Фука Кикути (яп. 菊池 風香 Кикути Фу:ка) — одноклассница Томодзаки, замкнутая в себе и любящая книги девушка, часто проводящая время в библиотеке. Начала проявлять интерес к Томодзаки после недоразумления в связи с интересом к книгам одного и того же автора; на самом деле Томодзаки использовал эти книги только в качестве прикрытия, когда занимался в библиотеке анализом стратегии в «Атафами». Томодзаки признаёт недоразумение, и, несмотря на это, всё равно решает попытаться прочесть и понять книги, которые любит Фука, и они начинают развивать дружеские отношения. Хинами с самого начала избрала Фуку в качестве лучшей кандитатки на роль девушки Томодзаки, и, для достижения этой цели, создала несколько ситуаций, чтобы Томодзаки признался в своих чувствах. В конце концов Кикути и Томодзаки начали встречаться.
Сэйю: Аи Каяно (аниме)
Ханаби Нацубаяси (яп. 夏林 花火 Нацубаяси Ханаби) — одноклассница Томодзаки, прямолинейная и необщительная девушка. Друзья называют её «Тама». Тама особенно близка с Минами, поскольку Минами была первой, кто попытался преодолеть её барьер и подружиться с ней, и они очень дорожат друг другом. Её прямолинейный характер часто вызывает неприязнь и однажды доставил ей неприятности, так как она открыто выступила против действий Эрики Конно по преследованию и издевательствам, что сделало её саму объектом издевательств. Впоследствии этого Томодзаки, Мидзусава, Такэй, Фука и другие решили помочь Таме развивать свои социальные навыки.
Сэйю: Рёко Маэкава (аниме)
Юдзу Идзуми (яп. 泉 優鈴 Идзуми Юдзу) — общительная и чуткая одноклассница Томодзаки, член группы Эрики Конно. Как человек, которому не нравятся конфликты, она часто выступает против необоснованных действий Эрики. Идзуми стала первой, с которой должен был подружиться Томодзаки, чтобы развивать свои навыки общения между людьми. Идзуми влюблена в Накамуру и, чтобы стать его партнером по игре в «Атафами», попросила Томодзаки научить её играть.
Сэйю: Нэнэ Хиэда (аниме)
Такахиро Мидзусава (яп. 水沢 孝弘 Мидзусава Такахиро) — одноклассник Томодзаки, популярный, общительный и красивый юноша. Является членом группы Накамуры, поскольку его часто считают самым умным и рассудительным. Он часто привлекает внимание девушек и является очень хорошим собеседником: последнее стало для Томодзаки образцом для подражания.
Сэйю: Нобунага Симадзаки (аниме)
Сюдзи Накамура (яп. 中村 修二 Накамура Сю:дзи) — одноклассник Томодзаки, фактический лидер своей собственной группы. Слишком честолюбивый и мелочный человек: это заметно, когда проигрывает Томодзаки в «Атафами» и не признаёт своё поражение, после чего усердно тренируется, чтобы взять реванш. В конце концов он признаёт умения Томодзаки и принимает его членом своей группы.
Сэйю: Нобухико Окамото (аниме)
Такэй (яп. 竹井) — жизнерадостный и легкомысленный парень, часто создающий хороший настрой в группе Накамуры. Считаетсяя самым тупым членом группы, его часто исключают из стратегических встреч, например, когда группа планировали устроить совместный с Накамурой и Идзуми поход. Он любит быть в центре внимания, поэтому часто добровольно занимает классные должности и часто развлекает других своими спонтанными действиями.
Сэйю: Сюнтаро Мидзуно (аниме)
Эрика Конно (яп. 紺野 エリカ Конно Эрика) — одноклассница Томодзаки, лидер своей собственной группы. Обычно хорошо ладит с окружающими, но когда что-то идёт против её желания, она становится очень эгоистичной и агрессивной.
Сэйю: Саяка Канэко (аниме)
Цугуми Нарита (яп. 成田 つぐみ Нарита Цугуми) — подруга и по совместительству коллега Томодзаки и Мидзусавы. Томодзаки называет её «Гуми-тян», а Мидзусава — «Гуми». Старается не утруждать себя работой.
Сэйю: Аканэ Фудзита (аниме)

## Медиа

### Ранобэ
Bottom-tier Character Tomozaki, написанное Юки Яку и проиллюстрированное Флаем, выпускается под импринтом Gagaga Bunko издательства Shogakukan с 18 мая 2016 года. В феврале 2023 года стало известно, что с выпуском одиннадцатого тома ранобэ перейдёт в «заключительную стадию». На январь 2024 года было выпущено одиннадцать томов основной серии и два сборника рассказов.
В ноябре 2018 года американское издательство Yen Press объявило о приобретении прав на выпуск ранобэ на английском языке.

#### Список томов
| №    | Дата публикации     | ISBN                                               |
| ---- | ------------------- | -------------------------------------------------- |
| 01   | 18 мая 2016 г.      | ISBN 978-4-0945-1610-4                             |
| 02   | 16 сентября 2016 г. | ISBN 978-4-0945-1631-9                             |
| 03   | 18 января 2017 г.   | ISBN 978-4-0945-1655-5                             |
| 04   | 20 июня 2017 г.     | ISBN 978-4-0945-1683-8                             |
| 05   | 17 ноября 2017 г.   | ISBN 978-4-0945-1709-5                             |
| 06   | 18 мая 2018 г.      | ISBN 978-4-0945-1733-0                             |
| 06,5 | 18 октября 2018 г.  | ISBN 978-4-0945-1757-6                             |
| 07   | 18 апреля 2019 г.   | ISBN 978-4-0945-1785-9 ISBN 978-4-0945-1789-7 (СИ) |
| 08   | 18 октября 2019 г.  | ISBN 978-4-0945-1815-3                             |
| 08,5 | 17 апреля 2020 г.   | ISBN 978-4-0945-1840-5 ISBN 978-4-0945-1850-4 (СИ) |
| 09   | 19 января 2021 г.   | ISBN 978-4-0945-1878-8                             |
| 10   | 18 января 2022 г.   | ISBN 978-4-0945-3045-2                             |
| 11   | 18 января 2024 г.   | ISBN 978-4-0945-3114-5                             |

### Манга
Адаптация ранобэ в формат манги, иллюстратором которой стал Эйт Тида, публиковалась в журнале сёнэн-манги Monthly Gangan Joker издательства Square Enix с 22 декабря 2017 по 22 февраля 2021 года. К апрелю 2021 года главы манги были скомпонованы в шесть томов-танкобонов. В ноябре 2021 года американское издательство Comikey лицензировало мангу для публикации в цифровом формате.
С 18 июля 2020 года в сервисе MangaONE и в журнале Sunday GX издательства Shogakukan публикуется манга Minami Nanami Wants to Shine (яп. 七海みなみは輝きたい Нанами Минами ва кагаякитай, «Минами Нанами хочет сиять»), проиллюстрированная Баной Ёсидой и являющаяся спин-оффом серии. Сюжет спин-оффа рассказывает о Минами Нанами, одной из героинь ранобэ и манги. На январь 2023 года главы манги были скомпонованы в три тома-танкобона. Правами на выпуск спин-оффа на территории США, как и правами на ранобэ, обладает издательство Yen Press.

#### Список томов
Основная серия
| №  | Дата публикации    | ISBN                   |
| -- | ------------------ | ---------------------- |
| 01 | 18 мая 2018 г.     | ISBN 978-4-7575-5713-0 |
| 02 | 18 октября 2018 г. | ISBN 978-4-7575-5871-7 |
| 03 | 17 апреля 2020 г.  | ISBN 978-4-7575-6619-4 |
| 04 | 18 декабря 2020 г. | ISBN 978-4-7575-7010-8 |
| 05 | 22 февраля 2021 г. | ISBN 978-4-7575-7099-3 |
| 06 | 22 апреля 2021 г.  | ISBN 978-4-7575-7209-6 |

Minami Nanami Wants to Shine
| №  | Дата публикации     | ISBN                   |
| -- | ------------------- | ---------------------- |
| 01 | 18 декабря 2020 г.  | ISBN 978-4-0915-7618-7 |
| 02 | 17 сентября 2021 г. | ISBN 978-4-0915-7640-8 |
| 03 | 19 января 2023 г.   | ISBN 978-4-0915-7719-1 |

### Аниме
Об аниме-адаптации было объявлено 11 октября 2019 года автором ранобэ Юки Яку и Gagaga Bunko. 21 марта 2020 года было объявлено о том, что ранобэ адаптировано в формат аниме-сериала, производством которого занялась Project No.9. Режиссёром аниме-сериала выступил Синсукэ Янаги, сценаристом — Фумихико Симо, дизайнером персонажей — Аканэ Яно, а композитором — Хироми Мидзутани. Аниме-сериал транслировался с 8 января по 26 марта 2021 года на телеканалах AT-X, Tokyo MX и BS11. Открывающая музыкальная тема аниме-сериала — «Life Easy?» (яп. 人生イージー？ Дзинсэй и:дзи:?, «Жизнь легка?»), закрывающая — «Ayafuwa Asterisk» (яп. あやふわアスタリスク Аяфува асутарисуку, «Неопределённая звёздочка»); обе исполнены группой Dialogue+. Сериал состоит из двенадцати серий. Дополнительная OVA-серия была выпущена 7 мая 2021 года бонусом к третьему выпуску Blu-ray и DVD с аниме-сериалом. Вторая OVA-серия была выпущена 2 июня 2021 года бонусом к четвёртому выпуску Blu-ray и DVD.
За пределами Азии аниме-сериал лицензирован компанией Funimation, которая транслировала его в Северной Америке и на Британских островах посредством своего сайта, в Европе через сервис Wakanim и в Австралии и Новой Зеландии через AnimeLab. После приобретения корпорацией Sony сервиса Crunchyroll аниме-сериал был перенесён в каталог сервиса. В Юго-Восточной Азии аниме-сериал лицензирован компанией Children’s Playground Entertainment, выпустившей его в сервисах Aniplus Asia и bilibili.
На русском языке аниме-сериал транслировался в сервисах Wakanim и Crunchyroll под названием «Низкоуровневый Томодзаки».
14 января 2022 года был одобрен новый проект по ранобэ в формате аниме. 9 февраля 2023 года был анонсирован второй сезон, получивший подзаголовок 2nd Stage (с англ. — «Вторая стадия»). Второй сезон состоит из тринадцати серий. Вся основная команда, работавшая над первым сезоном, осталась прежней. Второй сезон транслировался с 3 января по 27 марта 2024 года. Открывающая музыкальная тема второго сезона — «Easy? Hard? Shikashite Susume!» (яп. イージー？ハード？しかして進めっ！ И:дзи:? Ха:до? Сикаситэ сусумэ!, «Легко? Тяжело? Но давайте продолжим!»), закрывающая — «Dareka Janai Kara» (яп. 誰かじゃないから Дарэка дзянай кара, «Потому что это не оболочка»); обе темы, как и в первом сезоне, были исполнены группой Dialogue+.

#### Список серий первого сезона
| № общий | № в сезоне | Название | Режиссёр              | Премьера в Японии  |
| ------- | ---------- | --- | --------------------- | ------------------ |
| 01      | 01         | Всё-таки популярные игры хороши «Нандаканда иттэ ю:мэй на гэ:му ва дайтай омосирой» (なんだかんだ言って 有名なゲームは大体おもしろい)                                                                                   | Харуо Огавара         | 8 января 2021 г.   |
| 02      | 02         | Классно повышать уровень несколько раз за бой «Иккай но сэнто: дэ рэбэру га рэндзоку дэ агару то мэття кимоти ий» (一回の戦闘でレベルが連続で上がるとめっちゃ気持ちいい)                                                | Кана Кавана           | 15 января 2021 г.  |
| 03      | 03         | Пати с девушкой — почти свидание «Хиторимэ но накама га онъна но ко да то сибараку дэ:то кибун дэ бо:кэн дэкиру» (一人目の仲間が女の子だとしばらくデート気分で冒険できる)                                               | Масахиро Окамура      | 22 января 2021 г.  |
| 04      | 04         | Иногда после прохождения данжа в деревне появляется босс «Дандзён ко:ряку-го ни мура ни каэру то цуёй босу га итари суру» (ダンジョン攻略後に村に帰ると強いボスがいたりする)                                            | Харуо Огавара         | 29 января 2021 г.  |
| 05      | 05         | После прохождения сложного квеста к тебе присоединяется перс с высокими статами «Нанкан ибэнто ко:ряку-го ни накама ни нару кяра ва дайтай но:рёку-ти такай» (難関イベント攻略後に仲間になるキャラはだいたい能力値高い) | Тосиаки Камбара       | 5 февраля 2021 г.  |
| 06      | 06         | Игра в игре — это всегда интересно «Гэ:му-най гэ:му о яри дасу то мадзи дэ томанарай» (ゲーム内ゲームをやり出すとマジで止まらない)                                                                                      | Кадзуто Фудзивара     | 12 февраля 2021 г. |
| 07      | 07         | Когда персонаж-наставник становится боссом, это приносит много опыта «Сисё: кяра га босу ни нару то цуму курай цуёкаттари суру» (師匠キャラがボスになると詰むくらい強かったりする)                                      | Исаму Ямагути         | 19 февраля 2021 г. |
| 08      | 08         | В некоторых случаях низкоуровневый персонаж бесполезен «Тэй-рэбэру но кяра дакэ дзя кайкэцу дэкинай мондай мо ару» (低レベルのキャラだけじゃ解決できない問題もある)                                                     | No.9                  | 26 февраля 2021 г. |
| 09      | 09         | Вернувшись с новыми друзьями в стартовый город, получаешь новые квесты «Накама о сороэтэ сайсё но мати ни модору то атарасий ибэнто га окитари суру» (仲間を揃えて最初の街に戻ると新しいイベントが起きたりする)         | No.9 Ёсихиса Мацумото | 5 марта 2021 г.    |
| 10      | 10         | Играть большой компанией бывает по-своему весело «Таниндзу: пурэй ни ва таниндзу: пурэй нари но ёса га ару» (多人数プレイには多人数プレイなりのよさがある)                                                              | Акира Като            | 12 марта 2021 г.   |
| 11      | 11         | Один-единственный выбор может всё изменить «Татта хитоцу но сэнтакуси га субэтэ о каэтэ симау кото мо ару» (たった一つの選択肢がすべてを変えてしまうこともある)                                                         | Кадзуто Фудзивара     | 19 марта 2021 г.   |
| 12      | 12         | Предмет, который может носить только героиня, обладает особыми свойствами «Хироин ни сика со:би дэкинай айтэму ни ва токубэцу на ко:ка га ару» (ヒロインにしか装備できないアイテムには特別な効果がある)                 | No.9                  | 26 марта 2021 г.   |
| 13      | OVA-1      | Экстра-уровень 2: После концовки костюм героини может немного отличаться «Эндингу-го но хироин но исё: ва фудан то тётто тигаттари суру» (エンディング後のヒロインの衣装は普段とちょっと違ったりする)                   | Такэюки Садовара      | 7 мая 2021 г.      |
| 14      | OVA-2      | Экстра-уровень 1: У странных текстов заклинаний есть своя предыстория «Хэн на дзюмон но намаэ ни ва дайтай сирарэдзару юрай га ару» (変な呪文の名前にはだいたい知られざる由来がある)                                    | No.9                  | 2 июня 2021 г.     |

#### Список серий второго сезона
| № общий | № в сезоне | Название | Режиссёр          | Премьера в Японии  |
| ------- | ---------- | --- | ----------------- | ------------------ |
| 15      | 01         | В крутых играх интересно собирать информацию «Дзё:хо: сю:сю: па:то га тайкуцу дзянай гэ:му ва мэйсаку» (情報収集パートが退屈じゃないゲームは名作)                                                        | Сёто Синкай       | 3 января 2024 г.   |
| 16      | 02         | Жизнь продолжается и после хэппи энда «Хаппи:эндо о мукаэта ато мо дзинсэй ва цуддзуку» (ハッピーエンドを迎えたあとも人生は続く)                                                                         | Такэюки Садохара  | 10 января 2024 г.  |
| 17      | 03         | В сражениях легче с персонажами, владеющими противоположными способностями «Токуи вадза га магяку но кяракута: га ита ката га сэнто: ва антэй суру» (得意技が真逆のキャラクターがいた方が戦闘は安定する) | Ёсихиса Мацумото  | 17 января 2024 г.  |
| 18      | 04         | Даже у крестьян есть своя жизнь «Мурабитотати ни мо китто мурабитотати нари но сэйкацу га ару» (村人たちにもきっと村人たちなりの生活がある)                                                              | Норихико Нагахама | 24 января 2024 г.  |
| 19      | 05         | Если прокачивать начальное оружие, оно станет самым мощным «Сёки со:би о китаэ цуддзукэтара, дайтай сайкё: но кэн ни нару» (初期装備を鍛え続けたら、だいたい最強の剣になる)                              | No.9              | 31 января 2024 г.  |
| 20      | 06         | За крупными событиями кроется нечто большее «О:кина ибэнто но ура ни ва сорэдзорэ но омоваку га ару» (大きなイベントの裏にはそれぞれの思惑がある)                                                        | Ёсихиса Мацумото  | 7 февраля 2024 г.  |
| 21      | 07         | В лесу фей обычно спрятан ценный артефакт «Ё:сэй га суму мори ни ва дайтай тайсэцуна айтэму га отитэ иру» (妖精が住む森にはだいたい大切なアイテムが落ちている)                                           | Таканори Яно      | 14 февраля 2024 г. |
| 22      | 08         | В деревню другого народа пускают только главного героя «Та сюдзоку но суму мура ва сюдзинко: дакэ дзя ирэнака тари суру» (他種族の住む村は主人公だけじゃ入れなかったりする)                              | Масаюки Мацумото  | 21 февраля 2024 г. |
| 23      | 09         | Муки выбора не продвинут сюжет «Сэнтакуси но маэ дэ маёй цудзукэтэ мо моногатари ва сусуманай» (選択肢の前で迷い続けても物語は進まない)                                                                  | No.9              | 28 февраля 2024 г. |
| 24      | 10         | Камень с вырезанными знаками — ключ к тайне мира «Сэкибан ни кидзама рэта монъё: ва сэкай но надзо то цунагаттэ иру» (石版に刻まれた紋様は世界の謎と繋がっている)                                        | Масаюки Мацумото  | 6 марта 2024 г.    |
| 25      | 11         | Даже феям одиноко вдали от озера «Ё:сэй мо идзуми но сото дэ хиториботти да то сабиси» (妖精も泉の外で一人ぼっちだと寂しい)                                                                              | No.9              | 13 марта 2024 г.   |
| 26      | 12         | Книга из первого города оказывается ключом к последнему подземелью «Сайсё но мати ни ару комондзё га, расутодандзён но кагидаттари суру» (最初の街にある古文書が、ラストダンジョンの鍵だったりする)      | No.9              | 20 марта 2024 г.   |
| 27      | 13         | За магической дверью находится то, чего ты хотел «Махо: но тобира но сакини ва китто, хосикатта моно га корогаттэ иру» (魔法の扉の先にはきっと、欲しかったものが転がっている)                            | No.9              | 27 марта 2024 г.   |

## Приём

### Продажи и критика
В апреле 2017 года ранобэ было продано тиражом более 100 тысяч копий. К началу октября 2018 года тираж ранобэ составил более 300 тысяч проданных копий. В апреле 2019 года совокупный тираж ранобэ превысил 500 тысяч копий. В ноябре 2020 года совокупный тираж составил более одного миллиона проданных копий. По данным на январь 2021 года совокупный тираж ранобэ составляет более 1,2 миллиона копий.
Обозреватель Демельза с сайта Anime UK News похвалила первый том ранобэ за отсылки к видеоиграм и юмор, однако подвергла его критике за затянутость и главных героев, поставив в итоге шесть баллов из десяти. В обзоре на спин-офф серии Minami Nanami Wants to Shine Демельза посчитала первый том манги слишком коротким, а иллюстрации «немного перегруженными» из-за диалоговых облачков, в результате поставив восемь баллов из десяти, отметив, что первый том станет «интересным чтением для поклонников персонажа [Минами Нанами]».

### Kono Light Novel ga Sugoi!
Ранобэ несколько раз включалось в рейтинги ежегодного справочника Kono Light Novel ga Sugoi! издательства Takarajimasha.
| Год  | Позиция    | Категория                                 | Прим.         |
| ---- | ---------- | ----------------------------------------- | ------------- |
| 2017 | 8-е место  | Лучшее ранобэ в формате бункобона         | [ 59 ]        |
| 2018 | 7-е место  | Лучшее ранобэ в формате бункобона         | [ 60 ]        |
| 2019 | 3-е место  | Лучшее ранобэ в формате бункобона         | [ 61 ]        |
| 2019 | 6-е место  | Лучший женский персонаж (Минами Нанами)   | [ 62 ]        |
| 2019 | 3-е место  | Лучший иллюстратор (Флай)                 | [ 62 ]        |
| 2020 | 3-е место  | Лучшее ранобэ в формате бункобона         | [ 63 ]        |
| 2020 | 5-е место  | Лучший женский персонаж (Минами Нанами)   | [ 64 ]        |
| 2020 | 10-е место | Лучший мужской персонаж (Фумия Томодзаки) | [ 64 ]        |
| 2020 | 2-е место  | Лучший иллюстратор (Флай)                 | [ 65 ]        |
| 2020 | 9-е место  | Ранобэ десятилетия                        | [ 66 ]        |
| 2021 | 7-е место  | Лучшее ранобэ в формате бункобона         | [ 67 ] [ 68 ] |
| 2021 | 10-е место | Лучший женский персонаж (Минами Нанами)   | [ 69 ]        |
| 2021 | 2-е место  | Лучший иллюстратор (Флай)                 | [ 69 ]        |
| 2022 | 7-е место  | Лучший иллюстратор (Флай)                 | [ 70 ]        |
| 2023 | 10-е место | Лучший иллюстратор (Флай)                 | [ 71 ]        |